# Impossible Princess
Impossible Princess (с англ. — «Невозможная принцесса»; в Европе был временно переименован в Kylie Minogue; также известен под названием Kylie Minogue 1998) — шестой студийный альбом австралийской певицы Кайли Миноуг. Впервые был выпущен в Японии 22 октября 1997 года на лейбле BMG, а месяцами позже звукозаписывающие компании Mushroom и Deconstruction осуществили релиз диска по всему миру. Певица выступила композитором и сопродюсером практически всех песен. Она сотрудничала с такими музыкантами и продюсерами, как Brothers in Rhythm, Manic Street Preachers, Дэйв Болл и Роб Дуган.
В музыкальном плане Impossible Princess значительно отличается от предыдущих альбомов Миноуг: на композиции диска оказала влияние революция техно и брит-попа середины-конца 1990-х годов. В песнях преобладают элементы множества танцевальных стилей, включая трип-хоп, электронику, драм-н-бейс и хаус, а также рок. Кроме того, в ряде треков присутствуют элементы ближневосточной и кельтской музыки. Композиции пластинки сосредоточены на самопознании Миноуг после серии поездок в Азию, Америку и Австралазию, а также повествуют о свободе самовыражения, отношениях и эмоциях.
Отзывы музыкальных критиков и общественности на Impossible Princess разделились по регионам: в Великобритании, Австралии и США альбом оценили по-разному. Пластинка попала в первую десятку музыкальных чартов Австралии, Великобритании и Шотландии, и вскоре получила платиновый статус в Австралии за 70 000 проданных экземпляров. Однако в Европе диск продавался весьма скромно, что привлекло внимание британских СМИ.
В качестве синглов были выпущены композиции: «Some Kind of Bliss», «Did It Again», «Breathe» и «Cowboy Style». Всем им сопутствовал умеренный успех в хит-парадах. В Великобритании и США был также выпущен промосингл «Too Far». После небольшого промотура в 1997 году, через год Миноуг отправилась на гастроли с концертной программой Intimate and Live Tour по городам Австралии и Великобритании. Тур имел коммерческий успех и был благосклонно принят критиками. Многие рецензенты в ретроспективных обзорах называли пластинку самым недооценённым альбомом Миноуг и высоко оценили творческий вклад певицы в создание песен. Тем не менее Миноуг заявила, что больше никогда не запишет альбом, подобный Impossible Princess.

## История создания
В 1992 году Кайли Миноуг покинула лейбл PWL из-за творческих разногласий с продюсерами и в следующем году заключила договор с независимым лейблом Deconstruction Records на выпуск трёх альбомов. Стремясь поэкспериментировать со звучанием, над композициями для своего пятого альбома певица работала с рядом авторов и продюсеров, включая британский электронный дуэт Brothers in Rhythm. Первой студийной работой Миноуг, выпущенной на Deconstruction, стала пластинка Kylie Minogue. Выпущенный в сентябре 1994 года, диск закрепился на третьей строчке в австралийском хит-параде и на четвёртой — в британском чарте. Одновременно с промокампанией альбома Миноуг развивала актёрскую карьеру: певица снялась в двух высокобюджетных фильмах — «Уличный боец» (1994) и «Био-Дом» (1996), которые, однако, были холодно приняты критиками. В 1995 году совместно с австралийским рок-музыкантом Ником Кейвом и его коллективом the Bad Seeds Миноуг записала композицию «Where the Wild Roses Grow», которая добралась до второй позиции в хит-параде Австралии и до одиннадцатой — в музыкальном рейтинге Великобритании. Кроме того, в 1996 году песня одержала победу на церемонии ARIA Music Awards сразу в трёх номинациях: «Лучший поп-релиз», «Лучший сингл» и «Лучшая песня года».
По совету Ника Кейва, с которым Миноуг связывали дружеские отношения, 7 июля 1996 года певица выступила на поэтическом мероприятии в концертном зале Лондона Альберт-холл, где прочитала текст песни «I Should Be So Lucky» как стихотворение. В декабре того же года Миноуг посетила концерт валлийской рок-группы Manic Street Preachers в Shepherd's Bush Empire, с которыми исполнила композицию «Little Baby Nothing». Изначально коллектив планировал записать эту песню в дуэте с певицей, однако контракт с лейблом PWL не позволял ей этого сделать. Оба этих выступления послужили отправной точкой к новому альтер-эго Миноуг «Инди-Кайли» (англ. IndieKylie), который связывали с переходом исполнительницы к рок-музыке. Вскоре Миноуг начала встречаться с французским фотографом Стефаном Сенауи и вместе с ним совершила серию поездок по Северной Америке, Азии и Австралазии в поисках вдохновения для следующей пластинки. Миноуг была в восторге от путешествия и чувствовала себя «поистине свободной, чтобы быть самой собой».

## Запись
Миноуг приступила к записи Impossible Princess в середине 1995 года, сразу после встречи с командой Brothers in Rhythm. К июню 1997 года, спустя 21 месяц работы, альбом был почти готов, руководство Deconstruction вносило финальные правки. Подготовка диска заняла почти два года: певица записывала материал для этой пластинки гораздо дольше, чем свои предыдущие работы. Многие изменения, касающиеся музыкального направления, аранжировок и текстов песен, затягивали рабочий процесс, что очень сильно расстраивало Миноуг и приводило её в негодование. По словам Стива Андерсона, участника Brothers in Rhythm, диск записывался так долго «из-за чистого перфекционизма всех творчески вовлечённых лиц»; певица считала, что пластинка оправдала всех ожиданий.
На создание песен для альбома Миноуг вдохновили путешествие с Сенауи, творчество её коллег по лейблу и сотрудничество Сенауи с Бьорк, Garbage и Tricky. Стефан Сенауи и Ник Кейв сыграли ключевую роль во время работы над диском. По мнению Шона Смита, автора биографической книги о певице Kylie (2014), Сенауи оказал огромное влияние на веру Миноуг в свои способности и на её представление о будущем, а Кейв помог исполнительнице принять прошлое. После того, как Сенауи и Кейв убедили певицу взять творческий контроль над своей будущей пластинкой, Миноуг начала писать тексты. Исполнительница выступила автором каждой композиции с Impossible Princess, в то время как в её предыдущий альбом вошла всего одна написанная ею песня. Миноуг не придерживалась конкретных способов написания песен: она постоянно записывала слова в тетрадь и в свободное время сочиняла музыку к будущим композициям. Первыми песнями, которые Миноуг написала для альбома, стали «Cowboy Style» и «Dreams»; по словам певицы, музыку и текст к ним она придумала довольно легко. Текст к «Too Far» Миноуг писала в одном из местных кафе. По мнению исполнительницы, эта песня не похожа на её предыдущие композиции, которые она писала ранее. В одном из интервью Миноуг рассказала, что хотела вложить в этот альбом как можно больше себя и, по её словам, песни, написанные для Impossible Princess были для неё очень личными. «Я писала тексты и раньше, но все они были без риска: просто аккуратно срифмованные слова, и всё. Теперь у меня есть песни, в которых от начала до конца, я не хочу употреблять ни одно другое слово, не хочу убирать ни одно слово» — говорила певица.

### Сессии с Brothers in Rhythm
Для Impossible Princess команда Brothers in Rhythm подготовила несколько треков, но после того, как Миноуг начала писать песни самостоятельно, музыканты решили не включать эти композиции в альбом. Стив Андерсон в одном из своих интервью отмечал творческий рост Миноуг как певицы и автора песен. Чтобы плотно поработать с Brothers in Rhythm, Миноуг поселилась с Андерсоном и Дэйвом Симаном в одном доме, который находился через дорогу от студии Real World Studios в Боксе (Уилтшир), где каждое утро обсуждала с Симаном стихи, написанные ею за ночь. Затем она напевала музыкантам мелодии будущих песен, а те в свою очередь пытались придумать минусовку и подобрать композициям соответствующий стиль. Работа над пластинкой в основном проходила на студии Real World, где переделывались сырые демозаписи. В лондонской студии Sarm Studios записывались струнные, после чего треки обратно отправляли на Real World для их окончательного микширования, которым занимался звукооператор Алан Бремнер.
В рамках сессий с Brothers in Rhythm было записано пять песен, которые в дальнейшем вошли в альбом: «Did It Again», «Limbo», «Dreams», «Say Hey» и «Cowboy Style». Работа над композицией «Too Far» проходила в студии Sarm West, где Андерсон придумал фортепианную партию для финальной версии трека. По словам Андерсона, с завершением каждой песни запись пластинки проходила всё более интенсивно и многие задумки из демозаписей реализовались в готовых треках. Композиции «Limbo», «Too Far», «Did It Again» и «Cowboy Style» были выпущены в их первоначальной демоверсии, так как Миноуг считала, что в «сыром» виде они звучат гораздо лучше, чем в обработанном. Андерсон назвал песни «Too Far» и «Drunk» образцами творческого прогресса певицы и отметил, что тексты, которые она написала для альбома, значительно отличаются от типичных поп-песен. Из-за болезни руководителя Deconstruction Пита Хэдфилда, Миноуг пришлось взять частичный творческий контроль над записью диска. Чтобы помочь продюсерам, певица находилась в присутствии Андерсона и Симана во время их работы над альбомом, изучая композицию пластинки, аранжировки и вносимые в песни изменения. В результате она выступила сопродюсером треков «Too Far», «Breathe» и «Say Hey» вместе с Brothers in Rhythm; кроме того, Миноуг также сыграла на синтезаторе и исполнила партии бэк-вокала.

### Другие коллаборации
Руководство лейбла Deconstruction побудило Миноуг поработать с другими исполнителями, помимо Brothers in Rhythm, над созданием песен, которые в дальнейшем могли бы выйти в качестве синглов. Как и во время записи предыдущего диска, певица хотела поэкспериментировать со звучанием с разными продюсерами. В рамках сессий с электронными продюсерами Дэвидом Боллом и Инго Вауком в их домашних студиях Миноуг написала песни «Through The Years», «Breathe» и «Limbo»; текст к «Through The Years» певица написала за десять минут после того, как услышала трек Болла и Ваука. Послушав одну из работ австралийского композитора и продюсера Роба Дугана, Миноуг заинтересовалась в сотрудничестве с ним; вместе с Дуганом она написала песню «Jump». Кроме того, певица также записала два трека с британским трип-хоп-коллективом Olive, но в пластинку они не вошли. Специально для Imposiible Princess Ник Кейв написал композицию на стихи Миноуг, получившую название «Soon», но исполнительнице не понравилось как её записали и в альбом трек так и не включили.
По словам Миноуг, во время первой сессии с гитаристом и вокалистом группы Manic Street Preachers Джеймсом Дином Брэдфилдом у музыканта уже было чёткое представление о звучании альбома. При переписывании демоверсии песни «I Don’t Need Anyone», придуманной Брэдфилдом, Миноуг столкнулась с рядом трудностей, после чего музыкант смешал фрагменты текста из демозаписи с другой лирикой, написанной Миноуг; таким образом, при поддержке Ники Уайра, Брэдфилд создал финальную версию трека. Певице пришёлся по вкусу такой способ написания песен и вместе с Брэдфилдом и Шоном Муром она решила проделать то же самое с песней «Some Kind of Bliss». Ей понравилось, как звучит композиция и она осталось довольна результатом. Продюсерами обоих треков выступили Брэдфилд и Дэйв Эринга.

## Музыкальный стиль
В композициях Impossible Princess сочетается множество музыкальных стилей, поскольку Миноуг хотела, чтобы альбом отражал разные её стороны. Пластинка разительно отличается от предыдущих работ певицы, стилистика песен охватывает различные жанры танцевальной музыки и в них используется более «экспериментальный» подход. В то время как Ник Левин с сайта Digital Spy и Марсель Андерс из журнала Orkus назвали Impossible Princess обычным танцевальным альбомом, обозреватель журнала Who обратил внимание на стилевое разнообразие релиза, варьирующегося от трип-хоп-композиций и сентиментальных любовных песен до разношёрстной гитарной поп-музыки и треков в стиле диско. Редактор Pop Cultured Бенс Иллес назвал пластинку «очень мрачным трип-хоп-альбомом», на который оказали влияние драм-н-бейс, транс и даже джаз и альтернативный рок Майкл Дуайер из газеты The West Australian высказал мнение, что влияние клубной музыки сделало диск великолепным. Крис Тру с сайта AllMusic, Сэл Чинквемани из электронного журнала Slant и Майкл Ар Смит из Daily Vault отнесли альбом к революции техно и брит-попа середины-конца 1990-х годов.
Impossible Princess включает в себя ряд треков с живым инструменталом; так, в композиции «Through The Years» британский джазовый трубач Гай Баркер сыграл соло на трубе. По словам певицы, использование живых инструментов в песнях для неё было непривычным, поскольку ранее в её композициях преобладало звучание синтезаторов; исполнительница назвала альбом смесью синтетики и настоящих инструментов. В пластинку вошло несколько композиций с сильным гитарным звучанием, в частности, «Did It Again» и «I Don’t Need Anyone». В «Did It Again» ударные инструменты сочетаются с электрогитарой; Шон Смит заметил сходство этой песни с альбомом группы The Beatles Revolver (1966). «I Don’t Need Anyone» — композиция в стиле рок-музыки с сильным влиянием средневосточных ритмов. В этом треке, а также в «Some Kind of Bliss», Шон Мур сыграл на ударных, а Джеймс Дин Брэдфилд исполнил партию гитары. Музыкальные критики сравнивали «Some Kind of Bliss» с творчеством артистов Motown и работами Manic Street Preachers.
«Cowboy Style» — песня в стиле кантри, в которой используются кельтская и племенная перкуссии. Иэн Филлипс с сайта Sputnikmusic отметил, что оркестральная поп-баллада «Dreams» представляет собой сочетание ударных, мрачных струнных и раскатистого баса. Сэл Чинквемани назвал «сумбурную» песню «Too Far» в стиле драм-н-бейса смесью звонких брейкбитов фортепианной прогрессии в стиле Моби и обильных струнных. «Drunk» представляет собой композицию в стиле транса; о песне «Limbo» обозреватели отозвались как о смеси рока и техно в стиле The Chemical Brothers. Трек «Jump» выдержан в стиле трип-хопа, «Say Hey» и «Breathe» были названы «чуткими» электронными песнями. В «Through The Years» используются приглушённые духовые и экспериментальные вокальные дорожки; Сэл Чинквемани и Майкл Ар Смит сравнили эту песню с синглом Бьорк «Venus as a Boy».
На пластинке встречаются разнообразные вокальные приёмы: помимо пения и выкриков, в песнях присутствуют сегменты декламации и речитатива. Джон Манган из австралийской газеты The Age высказал мнение, что песни Impossible Princess отлично подходят под голос певицы. Обозреватель журнала Who отметил, что с помощью этого альбома Миноуг улучшала свои вокальные способности, обратив внимание, что «в один момент она шепчет, затаив дыхание, а следом пронзительно кричит словно юная Шинейд О’Коннор». Другой рецензент из того же издания подчеркнул, что «Кайли никогда не пела лучше или более по-человечески. Она здесь крайне самобытна». Найджел Гудолл и Дженни Стэнли-Кларк, авторы биографической книги о певице Kylie: Naked (2012) сравнили вокал Миноуг с вокалом Тори Эймос, Бьорк, Шинейд О'Коннор, Кейт Буш и Мадонны. Сэл Чинквемани и Майкл Дуайер также сравнили вокальное исполнение Миноуг с голосом Мадонны, назвав вокал Миноуг «сексуальным и надёжным секретным оружием». Обозреватель американского журнала Billboard Ларри Флик высказал мнение, что на Impossible Princess Миноуг отказалась от безупречного вокального исполнения в пользу «странных звуков».

## Тексты песен
В композициях Impossible Princess затрагиваются темы любви, самопознания, эмоционального переживания и свободы самовыражения. Большая часть песен автобиографична и основана на жизненных событиях Миноуг, произошедших за два года до выхода альбома. Музыкальные критики и продюсер Дэйв Симан отмечали, что на этот раз Миноуг внесла более значимый вклад в запись пластинки; по словам Симана, большая часть тематики альбома была придумана из «её собственных идей», и что с помощью этого опыта певица хотела вырасти как личность. По мнению Шона Смита, композиции раскрывают жизнь исполнительницы лучше, чем интервью, поскольку, по сравнению с песнями из её предыдущих пластинок, песни Impossible Princess получились довольно «сложными, серьёзными, интроспективными и нетривиальными». В «Too Far» Миноуг повествует о своей паранойе, боли и гневе; она исполняет композицию очень быстро и неразборчиво, рассказывая о том, как страдает от клаустрофобии. На написание «Did It Again» Миноуг вдохновили негативные публикации в британской прессе, посвящённые ей. Трек повествует о том, как певица изо всех сил пытается найти себя. Она исполняет песню в агрессивной манере и жалостно поёт о том, как запуталась. В композиции «Jump» исполнительница просит общественность принять её личные предпочтения и её саму такой, какой она есть.
«I Don’t Need Anyone» не имеет линейного сюжета. По словам Миноуг и руководства лейбла Deconstruction, эта песня была выбрана из четырёх композиций, исследующих разные настроения и истории. По мнению Сэла Чинквемани, в этом треке Миноуг «решительно заявляет о независимости, но признаёт свою природную уязвимость»: «Мне никто не нужен/Кроме того, кого я не нашла». В «Some Kind of Bliss» Миноуг рассказывает о том, как жила вдали от людей и была счастлива. Пятый по счёту трек с пластинки «Breathe», написанный в Японии, выражает способность Миноуг созерцать и чувствовать себя «очень спокойно» в напряжённой обстановке. В заключительной песне альбома «Dreams» обсуждается упорство Миноуг ломать стереотипы и экспериментировать со своей карьерой. Иэн Филлипс назвал этот трек кинематографической композицией, рассказывающей сказку, которая заставляет задуматься.
Остальные композиции пластинки повествуют об отношениях Миноуг с Сенауи. В «Cowboy Style» подробно описывается первая встреча Миноуг с Сенауи, в тексте также используется метафорический экспериментализм. В «Limbo», написанной в Испании, Миноуг рассказывает, как не попала на встречу, так как из-за проблем с бюрократией ей не удалось покинуть некую страну. Композицию «Say Hey» Миноуг назвала «песней для позднего вечера и раннего утра». В треке, на создание которого певицу вдохновили отношения с Сенауи, подчёркивается важность общения, хотя сама беседа там подробно не описана. По мнению Ларри Флика, благодаря написанию песен «Limbo» и «Say Hey» Миноуг избавилась от своих мрачных мыслей. В треке «Drunk» затрагивается тема разочарования. Песня повествует о том, как Миноуг недовольна отношениями несмотря на то, что «её чувства так сильны к [кому-то]». В композиции «Through the Years» певица упоминает о встрече с бывшим возлюбленным, чувствуя себя неуверенно и сомневаясь в этой ситуации.

## Название и обложка
Изображения для обложки и буклета альбома сделал Стефан Сенауи. На создание обложки фотографа вдохновила поп-культура Франции и Японии, в частности, одна из работ Нобуёси Араки, и он пытался использовать в фотографиях аналогичную эстетику. Изначально иллюстрацией к диску должна была послужить серия экспериментальных изображений Миноуг в костюме гейши; позже к данной концепции вернулись во время работы над клипом «GBI (German Bold Italic)» — совместная работа Миноуг с Towa Tei. В итоге в качестве обложки альбома был выбран снимок, на котором изображена Миноуг, одетая в голубое мини-платье от Вероники Лерой, в то время как её окружают разноцветные завихренные огни. Так как лейбл Deconstruction намеревался выпустить ограниченное издание альбома, Сенауи пришлось сделать ещё одну обложку для этой версии. Для создания трёхмерного пространства и съёмки Миноуг в темноте потребовалось несколько статических камер. Чтобы создать эффект длительной экспозиции огней, вращающихся вокруг певицы, Сенауи оделся в чёрный костюм, который полностью скрывал его, поэтому его нельзя увидеть на последнем снимке. Фотосессия продолжалась неделю, Миноуг приходилось позировать несколько часов. «Съёмка была очень сложной, но мы знали, что если сделаем всё правильно, то всё будет потрясающе» — говорила Миноуг. В 2004 году Миноуг передала платье, в котором снималась для обложки, в программу культурных подарков Центра искусств Мельбурна.
Название пластинки содержит отсылку к новелле Билли Чайлдиша 1994 года Poems to Break the Harts of Impossible Princesses. Экземпляр книги предназначался для Миноуг, но случайно попал к Нику Кейву, который передал его певице спустя некоторое время после того, как она начала работать над альбомом. По воспоминаниям Миноуг, увидев лишь название книги, она сказала: «Это же обо мне». По мнению певицы, эти стихи вкратце описывали её жизненный этап, на котором она тогда находилась. Кроме того, название альбома было использовано в припеве песни «Dreams»: «Всё это мечты невозможной принцессы».

## Релиз
Изначально лейбл Deconstruction планировал выпустить альбом в январе 1997 года, но релиз был перенесён на май. Несмотря на то, что к середине года был напечатан весь тираж, выпуск диска отложили до сентября. Смерть Дианы, принцессы Уэльской, 31 августа 1997 года, вынудила Миноуг и Deconstruction вновь перенести релиз альбома. Ввиду этого события певица и руководство лейбла сочли название Impossible Princess «бесчувственным» и неуместным и вновь перенесли релиз альбома на три месяца. Вскоре Миноуг и Deconstruction пришли к взаимному согласию выпустить пластинку в Великобритании и Европе под названием Kylie Minogue. Это третий альбом Миноуг, после дебютного диска и пластинки 1994 года, названный её именем. После несостоявшегося релиза в январе 1998 года, диск в итоге вышел 28 марта того же года. Альбом выпустили с оригинальной обложкой. В качестве даты релиза в буклете был указан 1997 год, в нём также содержалась благодарность Стефану Сенауи от Миноуг, хотя к моменту выпуска альбома они уже расстались.
22 октября 1997 года компания BMG выпустила японское издание альбома, в которое вошёл бонус-трек «Tears». Это издание было выпущено с лентикулярной обложкой и четырьмя дополнительными фотокарточками в буклете. В том же месяце пластинка была выпущена на компакт-диске и аудиокассете в России и Польше. Стандартное издание Impossible Princess изначально вышло в Австралии, Новой Зеландии и Японии в начале января 1998 года, а в марте того же года — в Европе и Великобритании. В следующем месяце лейбл BMG выпустил альбом в Малайзии на кассетах, а на Тайване вышло стандартное издание с новой обложкой. Deconstruction также планировал выпустить Impossible Princess в Северной Америке, но из-за закрытия американского рекорд-лейбла Imago Records, выступавшего дистрибьютором Deconstruction, в связи с банкротством в 1994 году релиз пластинки не состоялся.
В мае 2003 года компания Festival Mushroom, проведя ремастеринг пластинки, выпустила её в Австралии и Новой Зеландии. Тогда же лейбл BMG также выпустил обновлённую версию альбома в Европе и Великобритании на двух дисках: в первый вошли композиции из оригинального трек-листа, а во второй — ремиксы и три ранее неизданные песни: «Love Takes Over Me», «Tears» и «This Girl». Диск впервые вышел в Великобритании и Европе под оригинальным названием Impossible Princess с момента первоначального релиза в 1998 году. В октябре 2022 года, в часть 25-летия альбома, компания BMG впервые выпустила его на виниле под названием Impossible Princess. Виниловая пластинка была доступна для продажи в трёх расцветках: оранжевой, фиолетовой и мраморной.
Из-за постоянных задержек релиза в 1997 году компания Mushroom Records выпустила песни «Some Kind of Bliss», «Too Far», «Say Hey», «Limbo», «I Don’t Need Anyone» и «Did It Again» на специальном компакт-диске в Австралии и Новой Зеландии. В связи с задержкой европейского релиза из-за смерти Дианы, принцессы Уэльской, Deconstruction организовал подобную промокампанию в Великобритании и Европе, и выпустил другие шесть песен на компакт-кассете. В 1998 году одновременно с выпуском альбома в Австралии в HMV для продажи стал доступен мини-альбом Live and Other Sides, в который вошли две неизданные песни с Impossible Princess, одна неизданная песня с пластинки Kylie Minogue и три концертных трека. Другой EP Other Sides, выпущенный в том же году, включал в себя два бисайда, «Love Takes Over Me» и «Tears», и один неизданный трек с Impossible Princess «Take Me with You». В августе 1998 года в Великобритании вышел пятый альбом ремиксов Миноуг Mixes, в который вошли ремиксы на композиции, выпущенный в качестве синглов с пластинки. В июле того же года в Австралии состоялся релиз ремиксового альбома Impossible Remixes, включавшего в себя ранее неизданный ремикс «Breathe (TNT Club Mix)». В 2000 году в странах Европы был выпущен сборник Hits+, в который вошли несколько треков с Impossible Princess, а также неизданные композиции.

## Продвижение

### Тур и выступления
Промокампания в поддержку Impossible Princess началась в середине 1995 года с интервью для различных журналов. 21 августа 1997 года Миноуг выступила в поддержку пластинки на Radio 1 Roadshow в Ньюки. В марте 1998 года Миноуг и Deconstruction организовали вечеринку, посвящённую выпуску альбома, в британском Tower Records. Кроме того, за несколько месяцев до этого мероприятия, в октябре 1997 года Миноуг отправилась в небольшой тур, в рамках которого выступила с концертами в Австралии, Новой Зеландии и Гонконге. Это были первые выступления певицы в Новой Зеландии и Гонконге. Затем концерты продолжились в Норвегии, Дании и Нидерландах. Кроме того, Миноуг принимала участие в различных телевизионных программах для продвижения синглов из альбома, среди которых были британские телешоу Top of the Pops и «Британская национальная лотерея». Однако в связи с тем, что диск на тот момент не был выпущен в Великобритании и «продавался лучше» в Австралии, Миноуг исполнила несколько композиций в телевизионных шоу у себя на родине, включая Hey Hey It's Saturday, а также выступала на австралийском MTV. В поддержку пластинки певица также выступила на праздновании Марди Гра в Сиднее, где исполнила песню «Better the Devil You Know» и кавер-версию композиции Леонарда Бернстайна «Somewhere».
В мае 1998 года Миноуг объявила о начале гастролей с концертной программой Intimate and Live Tour, которые начались 2 июня того же года в Мельбурне. Изначально певица планировала завершить тур 4 июля в том же городе, но из-за высокого спроса в Англии она дала там три дополнительных концерта. Тур получил положительные отзывы критиков, которым понравилась идея небольшого концертного шоу. Они также высоко оценили вокальное исполнение Миноуг и её харизму. Каждый австралийский концерт проходил перед аудиторией в две тысячи человек, и тур был признан австралийскими СМИ коммерчески успешным. В завершение промоушена альбома гастрольном туром 30 ноября 1998 и 23 июля 2003 года был выпущен концертный альбом и DVD Intimate and Live, в который вошли съёмки с концерта в театре Сиднея Capitol Theatre.

### Синглы
Ведущим синглом с Impossible Princess стала композиция «Some Kind of Bliss», выпущенная 8 сентября 1997 года. Первоначально песня получила смешанные отзывы критиков: многие рецензенты выразили неоднозначное отношение к переходу Миноуг к рок-музыке, однако ретроспективные обзоры были более положительными и композицию назвали «потерянной классикой». Сингл попал в первую сороковку чартов Австралии и Великобритании, а также добрался до 46-й позиции новозеландского чарта синглов. Таким образом, «Some Kind of Bliss» стал последним синглом Миноуг в 1990-х, попавшим в чарт Новой Зеландии. Съёмки видео на эту песню проходили в пустыне Табернас в Испании; в ролике снялся британский актёр Декстер Флетчер, сыграв возлюбленного Миноуг.
В качестве второго сингла была выпущена песня «Did It Again», релиз которой состоялся 24 ноября 1997 года; бисайдом к синглу послужил трек «Tears». Композиция оказалась более коммерчески успешной по сравнению с «Some Kind of Bliss»; песне удалось попасть в первую двадцатку британского и австралийского хит-парадов и получила золотой статус в Австралии за 35 000 проданных экземпляров. Режиссёром видео на «Did It Again», которое снималось в Лондоне, выступил Петро Романхи. В клипе Миноуг играет четырёх версий самой себя: певица предстала в образах «Секс-Кайли», «Милой Кайли», «Инди-Кайли» и «Дэнс-Кайли».
Третий сингл из альбома, «Breathe», вышел 9 марта 1998 года. Песня добралась до 23-й строчки австралийского хит-парада и попала в первую двадцатку британского чарта. Режиссёром клипа на «Breathe» выступил уэльский режиссёр Киран Эванс. Четвёртый и последний сингл с пластинки, «Cowboy Style», вышел в Австралии 5 октября 1998 года. Этот сингл не был выпущен в Великобритании, так как Миноуг вскоре покинула лейбл Deconstruction. Поскольку сингл издавался лишь на небольшом количестве физических носителей, композиция провела всего лишь неделю на 39-й строчке австралийского хит-парада. Единственный промосингл из альбома, «Too Far», изначально должен был стать ведущим синглом, но его релиз отменили. Композиция была издана в Великобритании и США на 12-дюймовом виниле, в который вошли две песни, но в чарты этих стран «Too Far» не попала.

## Реакция критиков
| Ранние отзывы (опубликовано в период с 1997—1998 гг.) | Ранние отзывы (опубликовано в период с 1997—1998 гг.) |
| Оценки критиков                                       | Оценки критиков                                       |
| Источник                                              | Оценка                                                |
| ----------------------------------------------------- | ----------------------------------------------------- |
| The Age                                               | (положительно)                                        |
| Billboard                                             | (положительно)                                        |
| Herald Sun                                            | [ 43 ]                                                |
| NME                                                   | 4/10                                                  |
| Q                                                     | [ 110 ]                                               |
| Western Mail                                          | (положительно)                                        |
| Who                                                   | 8/10                                                  |

| Ретроспективные отзывы (опубликовано после 1997—1998 гг,) | Ретроспективные отзывы (опубликовано после 1997—1998 гг,) |
| Оценки критиков                                           | Оценки критиков                                           |
| Источник                                                  | Оценка                                                    |
| --------------------------------------------------------- | --------------------------------------------------------- |
| AllMusic                                                  | [ 36 ]                                                    |
| Daily Vault                                               | (A–)                                                      |
| Digital Spy                                               | [ 1 ]                                                     |
| Slant                                                     | [ 40 ]                                                    |
| Encyclopedia of Popular Music                             | [ 111 ]                                                   |

Отзывы критиков на Impossible Princess разделились по регионам: в Великобритании, Австралии и США альбом оценили по-разному. Бен Уиллмот из британского журнала NME поставил диску четыре балла из десяти, раскритиковав продюсирование Джеймса Дина Брэдфилда, и назвал Миноуг «самозванкой» за использование новых жанров, которые в корне отличаются от её предыдущей работы. Аналогично, такие журналы, как Music Week и Q раскритиковали пластинку за однообразие, при этом в Music Week отметили улучшение вокальных способностей и диапазона Миноуг.
Австралийские и американские СМИ в целом положительно отозвались об альбоме. Джон Манган из австралийской газеты The Age высоко оценил разнообразие стилей и композиторские способности Миноуг, подчеркнув, что «Impossible Princess звучит как надо и представляет собой ещё один шаг в правильном направлении». Рецензент из журнала Who положительно оценил звучание диска, отметив, что «Impossible Princess — самая лучшая, самая полноценная работа в её карьере». Кэмерон Адамс в своей рецензии для газеты Herald Sun назвал Impossible Princess лучшим альбомом недели. Он отдал предпочтение синглам, назвав их лучшими композициями пластинки, и также отметил, что «всё же Impossible Princess — самый лучший, модный, наиболее личный поп-альбом, который она всегда угрожала выпустить». Майкл Дуайер в рецензии для австралийской газеты Western Mail выделил «танцевально-клубные» треки и высказал мнение, что «из-за разнообразия стилей и продюсеров сложно сказать, за кем наблюдается прогресс, но он, безусловно, есть». Ларри Флик из американского журнала Billboard отметил, что благодаря Impossible Princess Миноуг «наконец себя нашла — как в прямом, так и в переносном смысле», и по его мнению, с этим альбомом певица может выйти на американский музыкальный рынок.
Ретроспективные отзывы, особенно в странах Европы, были более положительными. Крис Тру с сайта AllMusic назвал альбом «чертовски хорошей пластинкой», и посчитал, что другие рецензенты были неправы, критикуя его в годы релиза. Он также отметил, что «в отличие от ранней работы Миноуг, этот альбом звучит лучше и естественнее. Её навыки написания песен намного продвинулись, и Impossible Princess фактически сливается в единый поток». Сэл Чинквемани поставил диску четыре звезды и был впечатлён тем, «насколько пластинка получилась личной и цельной», назвав диск «альбомом исполнительницы, желающей рисковать, а не поп-королевы, беспокоящейся о сохранении её короны». Чинквемани поместил Impossible Princess в список 50 ключевых поп-альбомов по версии журнала Slant. Ник Левин с британского сайта Digital Spy также поставил альбому четыре балла из пяти, высоко оценив сочетание жанров и вклад Миноуг в создание пластинки. Несмотря на то, что он отметил недостаток коммерческой привлекательности диска, в заключение он назвал его «смелым, вызывающим и всегда как минимум удивляющим: это ключевой фрагмент в более сложной чем вы думаете картинке-загадке — музыкальной карьере Миноуг». Эван Соуди с сайта PopMatters, в рецензии к десятому альбому Миноуг X (2007), написал: «Если у вас всё ещё сохранился экземпляр поддержанного Maniac Street Impossible Princess, то у вас один из самых сумасшедших, чертовски замечательных когда-либо выпущенных данс-поп-альбомов». Британский автор Колин Ларкин из «Энциклопедии популярной музыки» поставил Impossible Princess три звезды из пяти возможных, что соответствует в его критериях значимости «рекомендуемой к прослушиванию» записи.

## Общественное восприятие
После выхода в свет Impossible Princess был раскритикован британской общественностью, которая не оценила переход Миноуг к инди и электроннике. Публика не хотела ассоциировать певицу с её новым образом, который пресса назвала «Инди-Кайли», и была недовольна новым музыкальным направлением исполнительницы, расценив её новое звучание как попытку следовать трендам. Негативная реакция общественности привела к тому, что Impossible Princess потерпел неудачу в британских хит-парадах и СМИ назвали диск самым худшим альбомом Миноуг в плане продаж на тот момент. Через год после выпуска альбома радиостанция UK Virgin Radio высмеяла низкие продажи пластинки, заявив: «Мы решили помочь Кайли улучшить свои альбомы и запретили их».
По мнению журналистов и музыкальных обозревателей, причиной, по которой общественность отрицательно приняла альбом, послужили: отсутствие промокампании, трёхлетний перерыв с момента выпуска предыдущей студийной работы Миноуг, постоянные задержки релиза, смена названия, а также изменения в музыкальном направлении. По словам самой певицы, коммерческому провалу диска способствовали его нецелостный материал, её образ «Инди-Кайли» и большой промежуток времени между выпуском Impossible Princess и её предыдущего альбома. Давний друг Миноуг Уильям Бейкер высказал мнение, что причиной плохих продаж пластинки в Великобритании послужило отсутствие надлежащего продвижения и менеджмента со стороны руководства лейбла Deconstruction. По мнению Стива Андерсона, сотрудничество Миноуг с Manic Street Preachers над синглом «Some Kind of Bliss», оказавшим большое влияние на восприятие альбома британской общественностью, отодвинуло творческий рост исполнительницы на задний план. После выпуска этой композиции Миноуг «пришлось убеждать людей, что Impossible Princess не относится к инди-року», и что она «не собирается брать в руки гитару и исполнять рок». Джеймс Дин Брэдфилд, один из соавторов и продюсеров «Some Kind of Bliss» позже признался, что чувствовал себя виноватым из-за того, что выпуск сингла «принёс [Миноуг] кучу проблем».

### Коммерческий успех
Выпущенный под названием Kylie Minogue, альбом дебютировал и закрепился на десятой строчке в британском чарте. Это был третий по удачности дебют в хит-параде той недели. Пластинка стала шестым по счёту студийным релизом Миноуг, попавшим в первую десятку британского музыкального рейтинга. На следующей неделе диск опустился до 22-й позиции, затем до 41-й, а перед вылетом из чарта он занимал 70-е место. За первые две недели после релиза было продано 20 000 экземпляров пластинки, что составило всего десять процентов от ожидаемых показателей продаж. В начале мая 1998 года альбом вернулся в хит-парад под 91-м номером. В шотландском альбомном чарте диск дебютировал на десятой позиции, так же, как и в британском хит-параде. По состоянию на октябрь 2020 года, в Великобритании было продано 64 483 экземпляров.
25 января 1998 года пластинка дебютировала на четвёртой позиции в австралийском музыкальном чарте. Диск оставался на восьмой строчке в течение второй и третьей недели, а на четвёртой покинул первую десятку чарта. К 26 апреля альбом провёл 14 недель в чарте и находился на 48-й позиции перед тем как вылететь из хит-парада. 10 мая Impossible Princess вернулся в австралийский чарт, заняв в нём 40-ю строчку. В июне во время гастролей Миноуг с концертной программой Intimate and Live Tour, альбом вновь попал в первую десятку рейтинга и находился там три недели с июня по июль. В общей сложности диск провёл 35 недель в первой пятидесятке хит-парада, продержавшись в этом чарте дольше всех других альбомов певицы до выпуска её следующего студийного релиза Light Years, находившегося в первой пятидесятке 41 неделю. Физические продажи диска в Австралии составили 70 000 экземпляров, за что ему был присвоен платиновый статус.
28 октября 2022 года, после выпуска винилового переиздания, Impossible Princess занял пятую строчку в британском хит-параде, превзойдя свой первоначальный дебют в этом чарте в 1998 году. Продажи диска в первую неделю составили альбомных единиц; все проданные экземпляры, кроме 44 копий, относились к виниловому изданию альбома. Это была третья наиболее продаваемая виниловая пластинка недели. Диск впервые попал в хит-парад под своим оригинальным названием Impossible Princess, став пятнадцатым студийном релизом Миноуг, закрепившимся в первой пятёрке британского музыкального рейтинга. Пластинка также вновь вошла в чарты Австралии и Шотландии, заняв в них третью и четвёртую позиции соответственно.

## Наследие
В октябре 1998 года диск принёс Миноуг первую номинацию в категории «Альбом года» на премии ARIA Music Awards, но уступил альбому группы Regurgitator Unit. Пластинка также была представлена в номинации «Лучший поп-альбом», а сама Миноуг номинировалась как «Лучший музыкант», но в обеих номинациях победила певица Натали Имбрулья. В следующем году Миноуг была номинирована в категории «Лучшая исполнительница», а композиция «Did It Again» — в категории «Сингл года». Видеоклип на «Did It Again» принёс певице победу в номинации «Международный выбор зрителей» по версии MTV Australia.
Из-за негативного восприятия альбома британской прессой и общественностью Миноуг намеревалась навсегда покинуть музыкальную индустрию. Однако вместо этого в ноябре 1998 года певица решила прекратить сотрудничество с Deconstruction и BMG. Подписав в 1999 году контракт с лейблом Parlophone, через год Миноуг выпустила альбом Light Years, который был хорошо принят как публикой, так и музыкальными критиками. Тим Джонзе из газеты The Guardian посчитал, что Light Years спас её карьеру, а Луиза Брутон из The Irish Times назвала Impossible Princes «низиной», на которую певице нужно было опуститься, чтобы достичь успеха с Light Years. Миноуг назвала период выпуска альбома самым неудачным в своей карьере. По словам певицы, если бы она записала ещё один альбом личных песен, то его бы сочли второй частью Impossible Princess и «так же раскритиковали». В 2015 году Миноуг подтвердила, что больше никогда не запишет подобный Impossible Princess альбом.
В ретроспективных обзорах критики назвали Impossible Princess довольно личной и самой недооценённой работой Миноуг. Диск являлся единственным альбомом певицы, где она выступила композитором и сопродюсером почти всего материала до выпуска Golden в 2018 году. Крис Тру и Сэл Чинквемани высоко оценили вклад певицы в написание песен Impossible Princess, что по их мнению стало «большим шагом вперёд» для исполнительницы. Бен Нойце из агентства Daily Review в своём обзоре, посвящённом 20-летию пластинки, назвал альбом «самой интригующей главой в карьере певицы и единственной возможностью представить, кем была бы эта поп-икона, если бы она отбросила костюм из перьев, золотые шорты и прочие блёстки». Каз Тран из ABC Online отозвался об Impossible Princess как «о творческом манёвре, который [Миноуг] необходимо было предпринять» в отношении её эволюции и самопознания. Ник Левин и Лариса Дубецки из газеты The Age посчитали, что Impossible Princess стал одним из ключевых переосмыслений образов в карьере Миноуг. Некоторые обозреватели сходство текстов песен и музыки Impossible Princess с альбомом Мадонны Ray of Light (1998). По мнению Сэла Чинквемани, в то время как Ray of Light спас Мадонну от надвигающегося спада популярности, Impossible Princess вызвал резкую реакцию в СМИ, а Майкл Ар Смит из Daily Vault подчеркнул, что диск Миноуг «незаслуженно обидели». Оуэн Майерс с сайта Pitchfork назвал Impossible Princess, Ray of Light и альбом Джанет Джексон The Velvet Rope (1997) «частью трилогии лучших экспериментальных поп-пластинок 1997/1998 года, посвящённых тревогам, страхам и мечтам исполнительниц». Ряд изданий, включая Flavorwire, Slant и Faster Louder, внесли Impossible Princess в свои рейтинги самых недооценённых поп-альбомов.

## Список композиций
| №                   | Название              | Автор(ы)                                          | Продюсер(ы)                   | Длительность |
| ------------------- | --------------------- | ------------------------------------------------- | ----------------------------- | ------------ |
| 1.                  | «Too Far»             | Кайли Миноуг                                      | Миноуг[c], Brothers in Rhythm | 4:43         |
| 2.                  | «Cowboy Style»        | Миноуг, Стив Андерсон, Дэйв Симан                 | Миноуг, Brothers in Rhytm     | 4:44         |
| 3.                  | «Some Kind of Bliss»  | Миноуг, Джеймс Дин Брэдфилд, Дэйв Эринга, Шон Мур | Эринга, Брэдфилд              | 4:13         |
| 4.                  | «Did It Again»        | Миноуг, Андерсон, Симан                           | Миноуг, Brothers in Rhytm     | 4:21         |
| 5.                  | «Breathe»             | Миноуг, Дэйв Болл, Инго Ваук                      | Миноуг[c], Болл, Ваук         | 4:37         |
| 6.                  | «Say Hey»             | Миноуг                                            | Миноуг[c], Brothers in Rhytm  | 3:36         |
| 7.                  | «Drunk»               | Миноуг, Brothers in Rhythm                        | Brothers in Rhythm            | 3:58         |
| 8.                  | «I Don't Need Anyone» | Миноуг, Брэдфилд, Ник Джонс[b]                    | Эринга, Брэдфилд              | 3:12         |
| 9.                  | «Jump»                | Миноуг, Роб Дуган                                 | Дуган, Джей Бернетт[a]        | 4:02         |
| 10.                 | «Limbo»               | Миноуг, Болл, Ваук                                | Болл, Ваук                    | 4:05         |
| 11.                 | «Through the Years»   | Миноуг, Болл, Ваук                                | Болл, Ваук                    | 4:19         |
| 12.                 | «Dreams»              | Миноуг, Brothers in Rhytm                         | Brothers in Rhythm            | 3:44         |
| Общая длительность: | Общая длительность:   | Общая длительность:                               | Общая длительность:           | 49:57        |

| №   | Название | Автор(ы)           | Продюсер(ы) | Длительность |
| --- | -------- | ------------------ | ----------- | ------------ |
| 13. | «Tears»  | Миноуг, Болл, Ваук | Болл, Ваук  | 4:27         |

| №   | Название                               | Автор(ы)                | Продюсер(ы)                             | Длительность |
| --- | -------------------------------------- | ----------------------- | --------------------------------------- | ------------ |
| 1.  | «Love Takes Over Me»                   | Миноуг, Андерсон, Симан | Миноуг, Brothers in Rhytm               | 4:19         |
| 2.  | «Too Far» (Inner Door Mix)             | Миноуг                  | Миноуг, Brothers in Rhytm, Филипп Штайр | 6:19         |
| 3.  | «Did It Again» (Did It Four Times Mix) | Миноуг, Андерсон, Симан | Brothers in Rhytm, Штайр                | 5:49         |
| 4.  | «Breathe» (Tee's Dancehall Mix)        | Миноуг, Болл, Ваук      | Миноуг, Болл, Ваук, Тодд Терри          | 6:21         |
| 5.  | «Tears»                                | Миноуг, Болл, Ваук      | Болл, Ваук                              | 4:26         |
| 6.  | «Too Far» (Junior's Riff Dub)          | Миноуг                  | Миноуг                                  | 5:49         |
| 7.  | «Breathe» (Tee's Dub of Life)          | Миноуг, Болл, Ваук      | Миноуг, Болл, Ваук, Терри               | 7:55         |
| 8.  | «Some Kind of Bliss» (Quivver Mix)     | Миноуг, Брэдфилд, Мур   | Эринга, Брэдфилд, Джон Грэм             | 8:39         |
| 9.  | «Did It Again» (Razor-n-Go Dub)        | Миноуг, Андерсон, Симан | Миноуг, Razor-n-Go                      | 9:53         |
| 10. | «Breathe» (Tee's Glimmer Mix)          | Миноуг, Болл, Ваук      | Миноуг, Болл, Ваук, Терри               | 4:46         |
| 11. | «Too Far» (North Pole Mix)             | Миноуг                  | Миноуг                                  | 5:54         |
| 12. | «This Girl»                            | Миноуг                  | Уши Классен                             | 3:09         |

Примечания
- ↑  означает сопродюсера
- ↑  означает дополнительного продюсера
- ↑  означает продюсера, не указанного в кредитах альбома

## Участники записи
Информация адаптирована из буклета альбома Impossible Princess.
- Кайли Миноуг — основной вокал, бэк-вокал, синтезатор, продюсирование, слова и музыка к песням
- Стив Андерсон[англ.] — программирование ударных, рояль, гитара, Хаммонд B3
- Дэйв Болл — продюсирование
- Джини Болл — аранжировка струнных
- Гай Баркер[англ.] — труба
- Джефф Берд — гитара
- Грэг Бон — гитара
- Джеймс Дин Брэдфилд — бас, гитара, продюсирование
- Алан Бреммер — инжиниринг, микширование, продюсирование
- Brothers in Rhythm[англ.] — продюсирование
- Ливингстоун Браун — бас
- Джей Бернетт — сопродюсирование
- Саймон Кларк — флейта, саксофон
- Роб Дуган — продюсирование
- Энди Дункан[англ.] — перкуссия
- Дэйв Эринга[англ.] — продюсирование, аранжировка струнных
- Марк Фэрроу[англ.] — арт-директор
- Джонни Харди — скрипка
- Салли Герберт — струнные, аранжировка струнных
- Богислав Костецки — скрипка
- Питер Лэйл — альт
- Санни Лизик — инжиниринг
- Родди Лоример — труба
- Мартин Лавдэй — виолончель
- Ричард Лоу — микширование, инжиниринг
- Уил Мэлоун[англ.] — аранжировка струнных
- Шон Мур — ударные
- Ник Насмит — клавишные, аранжировка струнных
- Клэр Орслер — аранжировка струнных
- Жоселин Пук — аранжировка струнных
- Тим Сандерс — саксофон
- Стефан Сенауи — фотографирование
- Стив Сидельник — ударные, перкуссия
- Нил Сидуэлл — тромбон
- Энн Стефенсон — аранжировка струнных
- Инго Ваук — продюсирование
- Стив Уолтерс — бас
- Гэвин Райт[англ.] — оркестр, скрипка
- Пол Райт — инжиниринг

## Позиции в чартах
| Год  | Чарт                                | Высшая позиция | Пребывание в чарте |
| ---- | ----------------------------------- | -------------- | ------------------ |
| 1998 | Австралия (ARIA Charts)             | 4              | 36 недель          |
| 1998 | Великобритания (UK Albums Chart)    | 10             | 5 недель           |
| 1998 | Шотландия (Official Charts Company) | 10             | 6 недель           |
|      |                                     |                |                    |
| 2022 | Австралия (ARIA Charts)             | 4              | нет данных         |
| 2022 | Бельгия (Фландрия) (Ultratop)       | 57             | 1 неделя           |
| 2022 | Бельгия (Валлония)                  | 32             | 1 неделя           |
| 2022 | Великобритания                      | 5              | 1 неделя           |
| 2022 | Великобритания (UK Indie Chart)     | 3              | 2 недели           |
| 2022 | Германия (GfK Entertainment Charts) | 25             | 1 неделя           |
| 2022 | Испания (PROMUSICAE)                | 25             | 1 неделя           |
| 2022 | Италия (FIMI)                       | 7              | нет данных         |
| 2022 | США (Top Album Sales)               | 71             | 1 неделя           |
| 2022 | Швейцария (Schweizer Hitparade)     | 55             | 1 неделя           |
| 2022 | Шотландия (Official Charts Company) | 4              | 2 недели           |

| Год  | Чарт      | Позиция |
| ---- | --------- | ------- |
| 1998 | Австралия | 31      |

| Страна/регион  | Статус     | Продажи |
| -------------- | ---------- | ------- |
| Австралия      | платиновый | 70 000  |
| Великобритания | —          | 64 483  |

## История релиза
| Страна/регион  | Дата релиза     | Название            | Формат                     | Издание                                    | Лейбл             |
| -------------- | --------------- | ------------------- | -------------------------- | ------------------------------------------ | ----------------- |
| Япония         | 22 октября 1997 | Impossible Princess | CD                         | Бонусное издание                           | BMG               |
| Россия         | 22 октября 1997 | Impossible Princess | аудиокассета               | Стандартное издание                        | BMG               |
| Польша         | 22 октября 1997 | Impossible Princess | аудиокассета               | Стандартное издание                        | Deconstruction    |
| Австралия      | 12 января 1998  | Impossible Princess | CD                         | Стандартное издание, лентикулярное издание | Mushroom          |
| Новая Зеландия | 12 января 1998  | Impossible Princess | CD                         | Стандартное издание, лентикулярное издание | Mushroom          |
| Япония         | 12 января 1998  | Impossible Princess | CD                         | Стандартное издание, лентикулярное издание | Mushroom          |
| Великобритания | 28 марта 1998   | Kylie Minogue       | CD                         | Стандартное издание, лентикулярное издание | Deconstruction    |
| Европа         | 28 марта 1998   | Kylie Minogue       | CD                         | Стандартное издание, лентикулярное издание | Deconstruction    |
| Малайзия       | 28 марта 1998   | Impossible Princess | аудиокассета               | Стандартное издание                        | BMG               |
| Тайвань        | 28 марта 1998   | Impossible Princess | CD                         | Стандартное издание                        | BMG               |
| Австралия      | 23 мая 2003     | Impossible Princess | CD                         | Специальное двойное издание                | Festival Mushroom |
| Новая Зеландия | 23 мая 2003     | Impossible Princess | CD                         | Специальное двойное издание                | Festival Mushroom |
| Великобритания | 23 мая 2003     | Impossible Princess | CD                         | Специальное двойное издание                | BMG               |
| Европа         | 23 мая 2003     | Impossible Princess | CD                         | Специальное двойное издание                | BMG               |
| Япония         | 26 ноября 2003  | Impossible Princess | CD                         | Специальное двойное издание                | Deconstruction    |
| Мир            | 18 ноября 2008  | Impossible Princess | цифровая дистрибуция       | Стандартное издание                        | Mushroom          |
| Мир            | 21 октября 2022 | Impossible Princess | LP, иллюстрированный винил | Юбилейное издание                          | BMG               |